# Guccio Gucci
Guccio Giovanbattista Giacinto Dario Maria Gucci (Firenze, 1881. március 26. – Milánó, 1953. január 2.) olasz üzletember, divattervező, a neves Gucci divatmárka alapítója és névadója.

## Élete
Firenzében született toszkán szülők gyermekeként. Apja Gabriello Gucci bőrműves, anyja Elena Santini volt.
Gucci 18 évesen a londoni Savoy Hotelben vállalt állást, itt nyűgözte le őt a felső osztály életmódja és a bőröndkészítő vállalatok világa. Firenzébe hazatérve luxus poggyászokat és kiegészítőket kezdett készíteni.
1921-ben, családi bőrműves vállalkozásként alapította meg a House of Gucci-t, amely nyergeket, bőrzsákokat és más lovaskellékeket árult. 1938-ban Rómába terjesztette ki üzletét fia, Aldo kérésére. Fiai maguk is beszálltak apjuk mellé az üzletbe. 1951-ben nyitott meg az első Gucci üzlet Milánóban. Gucci vállalkozása szinte egész életében megmaradt családias hazai vállalkozásnak, New York-i butikját mindössze két héttel halála előtt nyitotta meg három fia, Aldo, Rodolfo és Vasco.
Guccio Gucci élete utolsó éveit Angliában, a West Sussex-i Rusper falucska közelében töltötte. 1953 januárjában hunyt el, üzletét öt fia vette át tőle, akik diverzifikálták a termékpalettát, és számos országban üzletet nyitottak, világméretű luxusmárkává futtatva fel a vállalatot.
Gucci emlékét a Gucci Museum (más néven Gucci Garden) őrzi Firenzében, amely bemutatja az alapító és márkája történetét.

## Családja

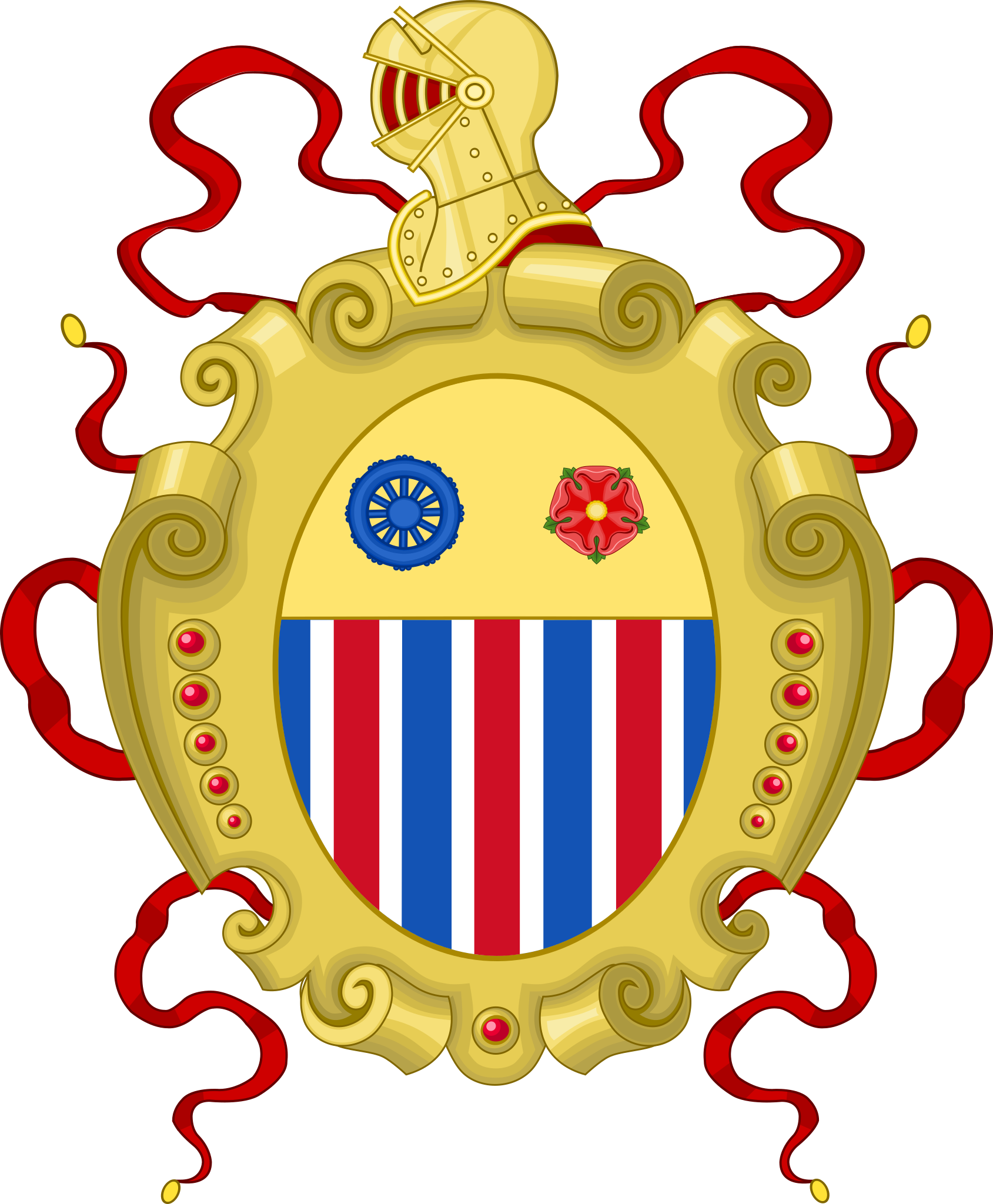
A Gucci-család címere

Feleségével, Aida Calvellivel 1901-ben házasodott meg, és hat gyermekük született, öt fiú és egy lány, közülük egy fiút, Ugo Calvelli Guccit (1899–1973) örökbefogadott felesége előző házasságából. Fiai közül Enzo (1904–1913) gyerekkorában elhunyt, a többiek (Ugo, Aldo, Vasco és Rodolfo Gucci) mind részt vettek a vállalat vezetésében, lánya azonban nem.

## Fordítás
Ez a szócikk részben vagy egészben  a   Guccio Gucci című angol Wikipédia-szócikk fordításán alapul.  Az eredeti cikk szerkesztőit annak laptörténete sorolja fel. Ez a jelzés csupán a megfogalmazás eredetét és a szerzői jogokat jelzi, nem szolgál a cikkben szereplő információk forrásmegjelöléseként.